# 3%
3% — це бразильський антиутопічний трилер, створений Педро Агілерою, у головних ролях грають Жоао Мігель та Б'янка Компарато. Написаний на основі незалежного пілотного епізоду 2009 року, це перший оригінальний серіал Netflix португальською мовою та другий неангломовний серіал після іспаномовного серіалу Club de Cuervos.
Перший сезон, який складається з 8 епізодів, став доступним на Netflix у всьому світі 25 листопада 2016 року. У грудні 2016 року Netflix продовжив серіал на другий сезон, який вийшов 27 квітня 2018 року і складався з 10 епізодів.  В червні 2018 року серіал було продовжено на третій сезон, що складався з 8 епізодів, він вийшов 7 червня 2019 року  . У серпні 2019 року було оголошено, що серіал продовжено на четвертий і останній сезон , який вийшов 14 серпня 2020 року.

## Акторський склад

### Головні актори
- Жоао Мігель — Есекьель, керівник Процесу. Він напружений, загадковий, запальний. (сезони 1–2)
- Б'янка Компарато — Мікель Сантан, розумна та хитра молода жінка, яка має дуже сильне почуття справедливості. Сім’ї у неї немає, її виховував брат, який не повернувся після відправлення в Процес.
- Мішель Гомеш — Фернандо Карвальо, вихований батьком, який виховував у ньому єдину мету – пройти Процес. (сезони 1–2)
- Родольфо Валенте — Рафаеля Морейри, егоцентричний, егоїстичний, саркастичний і готовий на все, щоб пройти, навіть обдурити. Він приховує свої таємниці і вірить, що цілі виправдовують засоби.
- Ванеса Олівейра — Жоан Коельо, сирота, яка сама вижила на околиці суспільства, на вулицях внутрішніх. Розумна і здібна, вона взаємодіє з дуже невеликою кількістю кандидатів і мало цікавиться Процесом.
- Рафаель Лозано — Марко Альвареса з родини, яка, як відомо, завжди проходить Процес і чекає на нього в Офшорі.
- Вівіан Порту — Алін, молодий та амбітний співробітник Ради, з місією повалити Езек’єля і стати наступним керівником Процесу. (1 сезон; 2 сезон - гість)
- Семюель де Ассіс — Сайлас, милосердний лікар внутрішніх країн, але також член Процесу. (2 сезон; 4 сезон - гість)
- Синтія Сенек — Глорія, близька подруга дитинства Фернандо. (сезони 2–4)
- Лайла Гарін — Марсель Альварес, військового командира Офшорів, а пізніше глава Процесу. (сезони 2–4)
- Бруно Фагундес — Андре Сантана, брат Мікеле і перший офшорний громадянин, який вчинив вбивство. (сезони 2–4)
- Таіс Лаго — Еліза, лікар в Офшорі та дівчина Рафаеля. (сезони 2–4)
- Аманда Магальяес — Наталія (4 сезон; повторювальна роль в 2-3 сезонах)
- Фернандо Рубро — Ксав'єра (4 сезон; повторювальна роль в 3 сезоні)

### Другорядня
- Мел Фронковяк у ролі Джулії, дружина Езек’єля і співробітник Процесу, яка в кінцевому підсумку впадає в депресію і сумнівається у своїх вчинках. (1 сезон; 2 сезон гостей)
- Серджіо Мамберті — Матеус, член Ради. (1 сезон)
- Зезе Мотта в ролі Наїра, члена Ради, який служить другом Езекіеля.
- Селсо Фратескі в ролі Старого, засновника Справи. (сезони 1–2; гостьовий сезон 4)
- Лучана Паес — Кассія, керівник служби безпеки Процесу. Вона надзвичайно лояльна до Езекіеля. (сезони 1–2; гостьовий сезон 4)
- Дарсіо де Олівейра — Антоніо, духовний лідер і батько Фернандо. (сезони 1–2; гості сезони 3–4)
- Луана Танака в ролі Агати, кандидата в групу Мікеле. (1 сезон)
- Роберта Кальца в ролі Івани (сезони 1–2; гостьовий сезон 3)
- Ріта Батата в ролі Деніз (1, 4 сезони)
- Леонардо Гарсес — Даніель (1 сезон; 2 сезон гостей)
- Кларисса Кісте в ролі Лучани (1 сезон)
- Хуліо Сільверіо — Отавіо (1 сезон)
- Тьяго Амарал у ролі Альваро (1 сезон; 2 сезон гостей)
- Сезар Гувеа в ролі Сезара (1 сезон)
- Джеральдо Родрігес в ролі Джеральдо (1 сезон)
- Едіана Соуза в ролі Каміли (1 сезон; 2 сезон гостей)
- Фернанда Васконселлос в ролі Лаїса (2 сезон; гості сезони 3–4)
- Марія Флор у ролі Саміри (2 сезон; 4 сезон гостей)
- Сільвіо Гіндане в ролі Вітора (2 сезон; гості сезони 3–4)
- Марина Матеус в ролі Аріель (2 сезон; гості сезони 3–4)
- Лео Бельмонте в ролі Артура Морейри (сезони 3–4)
- Гільєрме Занелла в ролі Тадеу (3 сезон)
- Кайке де Хесус в ролі Рікардо (3 сезон)
- Рафаель Лоссо в ролі Отавіо Бернардеса (3 сезон)
- Ней Матогроссо в ролі Леонардо Альвареса (сезон 3; гостьовий сезон 4)

## Епізоди
| Сезон | Епізоди | Епізоди | Оригінальний випуск | Оригінальний випуск |
| ----- | ------- | ------- | ------------------- | ------------------- |
| 1     | 8       | 8       | 25 листопада 2016   | 25 листопада 2016   |
| 2     | 10      | 10      | 27 квітня 2018      | 27 квітня 2018      |
| 3     | 8       | 8       | 8 червня 2019       | 8 червня 2019       |
| 4     | 7       | 7       | 14 серпня 2020      | 14 серпня 2020      |

## Виробництво

### Зачаття та розвиток
Творець і сценарист Педро Агілера отримав 3% від незалежного пілотного епізоду 2009 року.  Netflix дав замовлення серіалу на 8 серій першого сезону.   Це перший оригінальний серіал Netflix португальською мовою та другий неангломовний серіал після іспаномовного серіалу Club de Cuervos . 

### Зйомки
11 березня 2016 року Netflix оголосив про зйомки серіалу в Сан-Паулу .  Основні фотозйомки першого сезону розпочалися з основного розташування в інтер’єрі Арени Корінтіанс, обраного за його розкішний і футуристичний дизайн і використовуваного як будівля «Процес».  Сценографічна фавела була побудована на великій занедбаній фабриці в районі Брас, центральний регіон Сан-Паулу (що представляє «внутрішню частину») і з деякими іншими сценами, знятими на околицях міста, наприклад, у районах Геліополіс, Віла-Мадалена ., Parque da Juventude та Ocupação Cine Marrocos. 
Зовнішні сцени для другого сезону «Офшор» знімали в Інхотім Інституті в Брумадіньо, Мінас-Жерайс . Більшість сцен, знятих в Інхотімі, зосереджені в центральних садах – особливо на місці, де знаходиться статуя «Подружжя-засновник», вставлена за допомогою CGI. Але три інші павільйони також слугували місцями для зйомок: павільйон Адріана Вареджао (де герої виходять на підводний човен), Cosmococas, Еліо Оітічіка (військовий центр) і Sonic Pavilion, Дуга Ейткена (де проходить засідання ради). 